# Perrierbambus tsarasaotrensis
Perrierbambus tsarasaotrensis är en gräsart som beskrevs av Aimée Antoinette Camus. Perrierbambus tsarasaotrensis ingår i släktet Perrierbambus och familjen gräs. Inga underarter finns listade i Catalogue of Life.